# Paratetis
Paratetis je naziv za pretpovijesno more, koje se protezalo od srednje Europe do srednje Azije. 
Formirano je u epohi jure, a bilo je odvojeno od oceana Tetis kopnenom masom, koja je kasnije formirala Alpe, Karpate, Dinaride, Taurus i Elbrus. U epohi pliocena, paratetis je postao plići. Ostaci paratetisa su današnje Crno more, Kaspijsko jezero i Aralsko more.